# Schweizer Pavillon auf der Expo 2000 Hannover

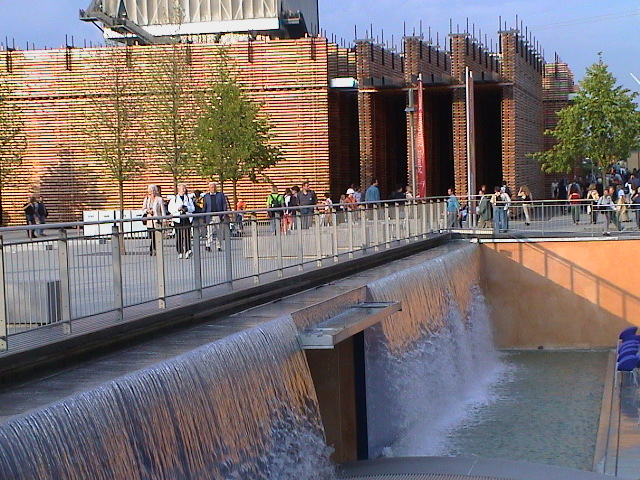
Der Schweizer Pavillon, genannt Klangkörper, während der Expo 2000 in Hannover

Der Schweizer Pavillon auf der Expo 2000 Hannover, genannt Klangkörper, war der Pavillon der Schweiz bei der Weltausstellung Expo 2000 in Hannover. Er umfasste eine Fläche von rund 3.000 m² und bestand ausschliesslich aus aufgestapeltem Holz, getreu dem Ausstellungsthema Mensch, Natur und Technik – Eine neue Welt entsteht.
Der Schweizer Pavillon befand sich am 11. Boulevard des Ausstellungsgeländes neben dem Pavillon des Vereinigten Königreichs und gegenüber dem französischen Pavillon. Die offizielle Eröffnung des Pavillons fand zur Eröffnung der Expo 2000 am 1. Juni 2000 statt.

## Projektleitung, Generalkommissärin und Kosten
Die Schweizerische Eidgenossenschaft wurde im April 1995 auf diplomatischem Wege zur Teilnahme an der Expo 2000 eingeladen. Der Schweizerische Bundesrat sprach sich am 25. Oktober 1995 für die Teilnahme der Schweiz aus. Im Dezember 1998 wurde dies durch einen Parlamentsbeschluss bestätigt. Die Projektleitung des Schweizer Pavillons lag beim Eidgenössischen Departement für auswärtige Angelegenheiten, bei der Koordinationskommission für die Präsenz der Schweiz im Ausland (KOKO). Die KOKO war die Vorgängerorganisation von Präsenz Schweiz. Generalkommissärin des Schweizer Pavillons war Alt-Nationalrätin Ruth Grossenbacher.
Der Auftritt der Schweizerischen Eidgenossenschaft an der Expo 2000 in Hannover kostete rund CHF 23,4 Millionen (nach Abzug von Einnahmen aus dem Betrieb des Pavillons und dem Teilverkauf des Holzes nach Beendigung der Weltausstellung). Der Schweizer Pavillon zählte über 3,5 Millionen Besucher.

## Konzept und Bau des Pavillons
Das Konzept für den Pavillon mit einer Fläche von 3000 m² und einem Holzvolumen von 2815 m³ auf einer Parzellengrösse von insgesamt 4000 m², lieferte der Schweizer Architekt Peter Zumthor. Seine Projekteingabe mit dem Arbeitstitel Batterie ging aus insgesamt 129 eingereichten Projekten im Rahmen eines zweistufigen Wettbewerbs als Sieger hervor. Am 11. September 1997 empfahl die Jury, unter der Leitung von Alt-Ständerat Arthur Hänsenberger, der KOKO das Projekt von Peter Zumthor zur Ausführung, verbunden mit einigen Änderungsvorschlägen. Die KOKO genehmigte ihrerseits das Projekt und unterbreitete den Vorschlag dem Schweizerischen Bundesrat.
In seinem Projektbeschrieb hielt Peter Zumthor fest:

„Wir halten dafür, dass die Schweiz in Hannover 2000 nicht als Verkäuferin ihrer selbst auftritt, dass sie andererseits nicht im Schaufenster einer Weltausstellung jene Selbstkritik betreibt, die bei der Erledigung ihrer Hausaufgaben täglich geboten ist. Daraus folgt, dass wir zwar keine kokette Bescheidenheit (small is beautiful), sehr wohl aber ein nobles Understatement vertreten. Wir denken, es bewirke seinen eigenen, einen länger anhaltenden Nachdruck.“

Die Ansicht des Pavillons erinnerte stark an ein häufiges, gewohntes Bild: Bretterstapel in einem Schreinereilager. Die planerische Intuition bezog denn auch von dort ihren Ursprung. Gebaut wurde der Schweizer Pavillon von der Nüssli Gruppe.
Der Pavillon bestand, mit Ausnahme der drei im Innern des Pavillons befindlichen Zylinder, welche dem Restaurationsbetrieb, der VIP-Lounge, den Büroräumen sowie dem Verkaufsladen Platz boten, ausschliesslich aus Holz, genauer aus zwölf Stapeln frisch geschnittener Lärchen- und Föhrenholzbalken mit einem Gesamtgewicht von 2012 Tonnen. Für die Konstruktion wurden insgesamt 37.595 massive Holzbalken verwendet, die, ohne Leim oder Nägel, wie in einem Schreinereilager, aufeinandergestapelt wurden. Die versetzt angeordneten Stapelwände des 50 Meter langen, 50 Meter breiten und 9 Meter hohen Klangkörpers wurden von mit Federzugstangen verbundenen Stahlseilen, die dem Holz als veränderliches und lebendiges Material folgten, in minimalem, elegantem Design festgehalten. Die 9 Meter hohen Wände trennten den Innenraum nach einer komplexen, labyrinthischen Ordnung, wobei die aus Lärchenbalken gefügten Decken auf vertikalen Balken aus Douglasie-Föhren ruhten. Die Gesamtlänge der verbauten Holzbalken entsprach 144 Kilometer.
Der Pavillon war Licht, Luft und Regen ausgesetzt. Entsprechend veränderte er sich optisch auf natürliche Weise im Verlauf der fünf Monate andauernden Expo 2000. Der Höheschwund des Holzes betrug im Verlauf der Weltausstellung etwa 29 Zentimeter. Entsprechend mussten die Stahlseile mittels der Federzugstangen immer wieder nachgezogen werden.
Über den Pavillon wurde in den internationalen Medien ausführlich berichtet, wobei meist die als spektakulär bezeichnete Architektur im Fokus stand.

## Rundgang
Zwischen den Holzstapeln führten insgesamt 45 spaltartige Öffnungen, die sich über alle vier Seiten des Gebäudes hinzogen, ins Innere des Klangkörpers, das wie ein Labyrinth anmutete. Einen eigentlichen Haupteingang gab es nicht, was ein Vorteil war. So bildeten sich, trotz des grossen Besucherandrangs, nie lange Warteschlangen vor dem Pavillon.
Im Innern des Pavillons taten sich Zwischenräume auf. Sechs davon waren Klangräume, wo die Besucher auf Akkordeon- und Hackbrettspieler trafen, die gemäss dem für den Pavillon von Daniel Ott komponierten musikalischen Konzept klangkörperklang musikalisch an einem Klangteppich webten. Verschiedene Solisten sorgten für immer neue musikalische Muster in diesem Klangteppich. Aufgrund seiner Holzkonstruktion verfügte der Pavillon über eine hervorragende Akustik.

„Der Pavillon ist ein eigentlicher Resonanzkasten, ein Klangkörper eben.“

Mit Hilfe von Lichtprojektionen erschienen an den Wänden literarische Collagen mit Zitaten, u. a. von Friedrich Dürrenmatt, Max Frisch und Franz Hohler, in den vier Landessprachen der Schweiz (Deutsch, Französisch, Italienisch und Rätoromanisch).
Der Pavillon sprach alle fünf menschlichen Sinne an. Die Holzstapel boten ein Erlebnis für Augen und die Musikklänge für die Ohren. Aber auch der Tast- und der Geruchssinn kamen nicht zu kurz. Das Holz konnte ertastet werden. Zudem änderte und intensivierte sich der Duft des frisch geschnittenen Holzes je nach Wetterlage. Der Geschmack für den Gaumen konnte in einem Restaurationsbetrieb in einem der drei Metall-Zylinder im Innern des Pavillons erfahren werden. Dort konnten die Besucher Schweizer Spezialitäten wie Bündnerfleisch, Bündner Nusstorte, Schweizer Wein oder Vollmondbier geniessen.
Für die Bekleidung des Personals im Klangkörper zeichnete die Schweizer Designerin Ida Gut verantwortlich.

## Prominente Besucher
Der Schweizer Pavillon wurde von zahlreichen prominenten Persönlichkeiten besucht, darunter der damalige Bundespräsident Adolf Ogi. Ogi besuchte am 9. Juni 2000 die Expo 2000 im Rahmen des Nationentages. Bei dieser Gelegenheit traf er mit dem deutschen Verkehrsminister Reinhard Klimmt zusammen.
Von den insgesamt sieben Mitgliedern des Schweizerischen Bundesrates besuchten sechs den Pavillon. Neben Bundespräsident Adolf Ogi waren dies Pascal Couchepin, Joseph Deiss, Ruth Dreifuss, Moritz Leuenberger und Ruth Metzler.
Weitere prominente Besucher des Klangkörpers waren der damalige Bundeskanzler Gerhard Schröder, der ehemalige Bundespräsident Richard von Weizsäcker, Bertrand Piccard, Ferdinand von Bismarck, Gunter Sachs, Uschi Glas, Elisabeth Mann Borgese, Norman Foster sowie Kurt Felix und Paola Felix.

## Nachnutzung

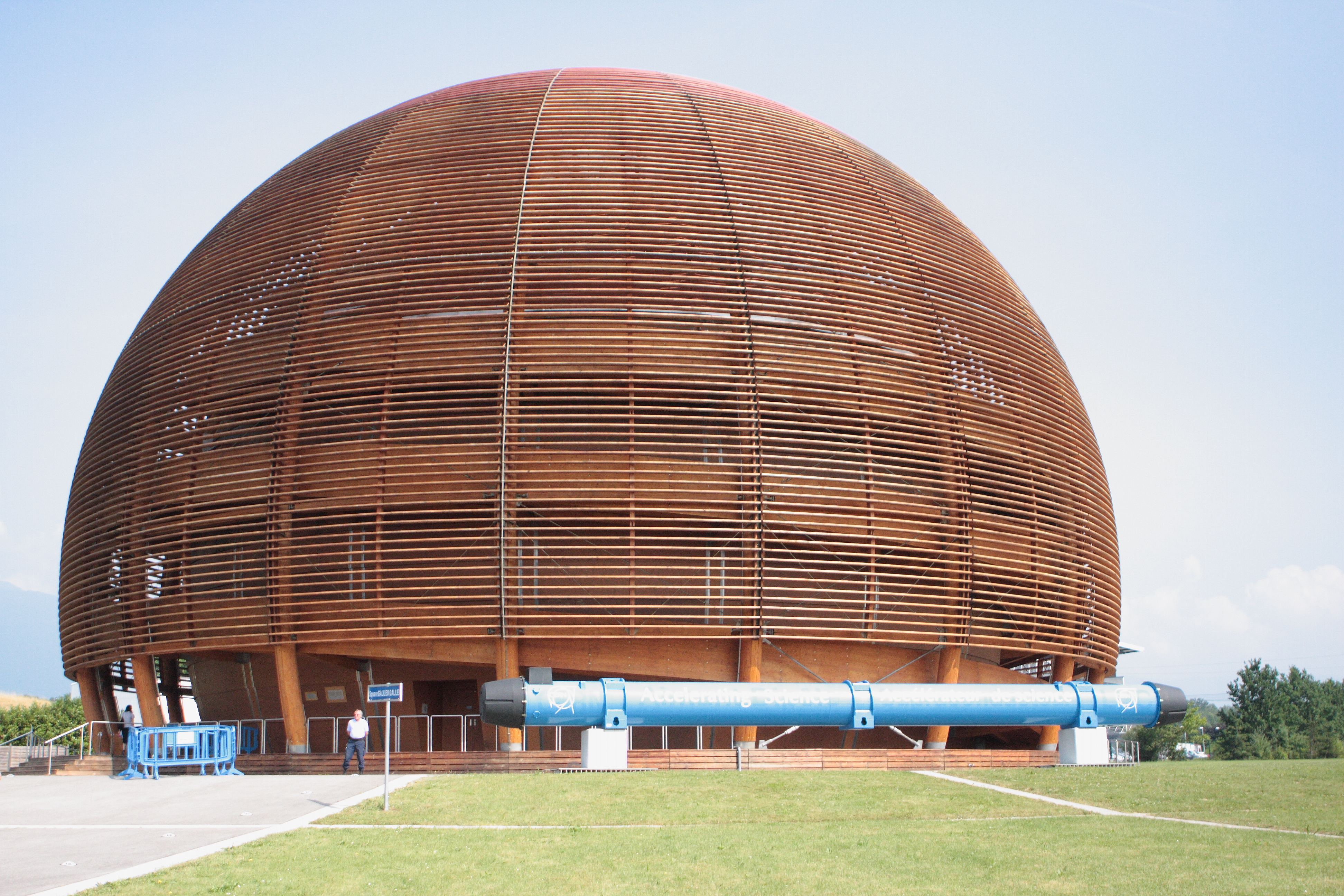
Globe of Science and Innovation am CERN. Das Kugelhaus wurde teilweise aus dem Holz des Expo-Pavillons, dem Klangkörper, erstellt.

Das Stapelholz des Klangkörpers wurde an den Schweizerischen Sägerei- und Holzindustrie-Verband (SHIV) zurückverkauft. Der SHIV fand in der Schweiz, Deutschland, Österreich, den Niederlanden und im Vereinigten Königreich etwa 20 verschiedene Käufer von Teilmengen des Holzes. Zwei kleinere Lose von etwa 100 m³ und 140 m³ wurden an den Förderverein Freibad Banteln e. V. und das Museumsdorf Düppel in Berlin-Zehlendorf verschenkt. Für das verkaufte Holz konnte ein Erlös von CHF 567.000 erzielt werden.
Der verbleibende Rest des Holzes wurde auf der Schweizerischen Landesausstellung Expo.02 bei der Erstellung des Kugelhauses Le Palais de l’Equilibre verwendet. Nach Schliessung der Expo.02 suchte man für das Gebäude, das bisher im Ausstellungsbereich von Neuchâtel stand, eine Weiternutzung.
Seinen endgültigen Platz fand das Palais de l’Equilibre, und mit ihm ein Teil der Lärchen- und Föhrenholzbalken des Klangkörpers, im Jahre 2004 auf einer Fläche gegenüber vom Besucherzentrum des CERN am westlichen Ortsausgang von Meyrin. Das Kugelhaus trägt seither den Namen Globe of Science and Innovation.
Im Gegensatz zum physischen Pavillon, also dem Holz, wurde das Konzept des Klangkörpers nie verkauft. Nach Ende der Expo 2000 gab es u. a. Gespräche mit der Stadt Zürich, den Klangkörper im Sihlwald wieder zu erstellen. Die Idee wurde jedoch nicht weiterverfolgt.